# Uniwersytet Sabaudzki
Uniwersytet Sabaudzki, Uniwersytet Sabaudii (fr. Université Savoie Mont Blanc, do maja 2014 Université de Savoie; oficjalna nazwa: Université de Chambéry) – francuski uniwersytet publiczny z jednym kampusem w Annecy-le-Vieux i dwoma niepodal Chambéry (w Jacob-Bellecombette i Le Bourget-du-Lac).

## Program dydaktyczny
Program dydaktyczny przewidziany na Uniwersytecie Sabaudzkim ma na celu uzyskanie przez studentów tytułów licencjata, magistra, doktora, a także licencji zawodowej lub tytułu zawodowego magistra inżyniera.

## Wydziały
- Interdyscyplinarne Centrum Nauk Górskich[a] (Le Bourget-du-Lac):
  - nauki biologiczne
  - nauki o Ziemi
  - geografia
  - nauki i techniki aktywności fizycznej i sportu[b]
- nauki podstawowe i stosowane (Le Bourget-du-Lac):
  - matematyka
  - matematyka stosowana i nauki społeczne
  - fizyka
  - chemia
  - elektronika
  - sieci telekomunikacyjne
  - przetwarzanie danych
- Politechnika Annecy-Chambéry
  - automatyka informatyczna
  - materiały mechaniczne
  - budownictwo, energia i ochrona środowiska
  - inżynieria mechaniczna i przemysłowa
- Wydział Humanistyczny[c] (Jacob-Bellecombette):
  - historia
  - psychologia
  - socjologia
  - literatura współczesna
  - stosowane języki obce
  - języki, literatury i kultury obce
  - zawody w szkolnictwi
- Wydział Prawa (Jacob-Bellecombette):
  - administracja gospodarcza i społeczna
  - administracja publiczna
  - transakcje notarialne
  - prawo prywatne
  - prawo publiczne
  - przygotowanie do egzaminu wstępnego do regionalnego szkolenia zawodowego dla prawników
- Instytut Zrządzania Biznesem (Jacob-Bellecombette):
  - sprzedaż biznesowa
  - ekonomia i finanse
  - zarządzanie międzynarodowe
  - Międzynarodowe Centrum Turystyki, Hotelarstwa i Zarządzania Wydarzeniami
  - komunikacja i media
- Uniwersytecki Instytut Techniczny Chambéry (Le Bourget-du-Lac):
  - zarządzanie przedsiębiorstwem
  - projektowanie opakowań
  - projektowanie multimediów
  - nauki inżynierskie
  - inżynieria wodna i lądowa
- Uniwersytecki Instytut Techniczny Annecy-le-Vieux:
  - pomiary fizyczne
  - elektrotechnika i automatyka przemysłowa
  - inżynieria mechaniczna i produkcja
  - zarządzanie i administracja
  - jakość w logistyce, przemyśle i organizacji
  - sieci i telekomunikacja
  - przetwarzanie danych
  - techniki marketingu
- Krajowe Centrum Szkolenia Nauczycieli (Chambéry)[3].